# Syzygium oblanceolatum
Syzygium oblanceolatum är en myrtenväxtart som först beskrevs av Charles Budd Robinson, och fick sitt nu gällande namn av Elmer Drew Merrill. Syzygium oblanceolatum ingår i släktet Syzygium och familjen myrtenväxter.

## Underarter
Arten delas in i följande underarter:
- S. o. kihamense
- S. o. kinabaluense
- S. o. oblanceolatum